# Санта-Мария-дей-Мираколи (Рим)
Са́нта-Мари́я-дей-Мира́коли (итал. La chiesa di Santa Maria dei Miracoli, дословно — «Церковь Святой Марии Чудес») — одна из двух церквей-близнецов, построенных между 1662 и 1679 годами на Пьяцца-дель-Пополо (Площади народа) в Риме. Памятник архитектуры римского барокко. Архитекторами этих зданий на западе от Виа дель Корсо (Санта-Мария-дей-Мираколи) и на востоке от Виа ди Рипетта (Санта-Мария-ин-Монтесанто) были Карло Райнальди, Карло Фонтана и Джан Лоренцо Бернини. Предполагается также влияние замысла папы Александра VII по обустройству территории будущей Пьяцца-дель-Пополо.

## История
Под двумя церквями-близнецами находятся остатки двух погребальных памятников Древнего Рима эпохи Октавиана Августа, когда-то они имели пирамидальную форму и были похожи на пирамиду Гая Цестия и разрушенную пирамиду в Ватикане. Две гробницы, вероятно, имели значение монументальных пропилей входа на Марсово поле. Схожую градостроительную функцию теперь выполняют две церкви на Пьяцца-дель-Пополо.
Название церкви связано с чудом (miracoli), которое, по преданию, произошло 20 июня 1325 года. Женщина на берегу Тибра призвала образ Мадонны, дабы спасти своего ребёнка, упавшего в воду. Чудесное спасение ребёнка послужило причиной строительства небольшой капеллы, посвящённой Деве Марии, на берегу Тибра, недалеко от нынешнего Моста королевы Маргариты (Понте Реджина Маргерита); а в капелле был помещён чудотворный образ, с тех пор именуемый «Мадонна дей Мираколи». Об этой маленькой капелле сообщают картографы того времени, она видна на картах города 1551 и 1593 годов.
В сентябре 1525 года папа Климент VII передал капеллу близлежащей больнице Сан-Джакомо-дельи-Инкурабили (Св. Иакова Неизлечимых), чтобы пожертвования, оставляемые «Мадонне чудес», можно было использовать для покрытия расходов больницы. В 1529 году капелла перешла к капуцинам, которые, однако, покинули церковь в следующем году, когда из-за разлива Тибра она была полностью затоплена водой.
В 1590 году образ Мадонны чудес был перенесён в недавно построенную церковь Сан-Джакомо-ин-Аугуста, где он находится и по сей день. Копия была помещена на своё место в капелле «Девы Марии чудес».
Поскольку участок вдоль Тибра становился всё более нездоровым и подвергался постоянным наводнениям, в 1661 году папа Александр VII приказал построить новую церковь на месте будущей Пьяцца дель Пополо и хранить там копию образа «Мадонны Чудес». Однако новая церковь была начата только через четырнадцать лет после распоряжения папы, в 1675 году, и через тринадцать лет после основания так называемой церкви-близнеца Санта-Мария-ин-Монтесанто. Церковь Мираколи была завершена только в 1679 году, ещё через два года её освятили и открыли для публики. В 1793 году церковь была передана Братству Святого Причастия. С 1915 года церковь обслуживают священники Святого Сердца Иисуса из Бетаррама.

## Архитектура и произведения искусства
В противоположность Санта-Мария-ин-Монтесанто с её овальными очертаниями, здание Санта-Мария-дей-Мираколи имеет круглый план с восьмиугольным куполом и элегантной колокольней XVIII века. Купол возведён по проекту архитектора Карло Фонтана. Проект оформления интерьера церкви был разработан Карло Райнальди и выполнен Карло Фонтана. Фасад колонным портиком коринфский ордер коринфского ордера, образующего пронаос, увенчанным треугольным фронтоном, на фризе портика начертано имя донатора церкви кардинала Гастальди. Колонны пронаоса изначально предназначались для колокольни Сан-Пьетро в Ватикано, спроектированной Бернини, но так и не построенной. Небольшая колокольня барочного стиля, схожая, но не идентичная колокольне соседней церкви, приписывается Франческо Антонио Навоне.
На внешней балюстраде здания находятся десять статуй, которые представляют святых, и из которых только некоторые идентифицируются с уверенностью. Скульптуры выполнены между 1676 и 1677 годами Филиппо Каркани, Эрколе Феррата и другими скульпторами школы Бернини.
В интерьере, в центре пола находится круглая табличка с гербом кардинала Джироламо Гастальди, покровителя церкви; такой же герб находится и на контрфасаде, над памятной доской, посвященной строительству храма.
Апсида храма и главный алтарь, представляющие собой великолепные образцы стиля барокко, были заказаны 3 ноября 1677 года, выполнены Карло Фонтана, а лепной декор — Антонио Раджи, учеником Бернини. В центре — чудотворный образ Мадонны в золотой короне с Младенцем (1646), который дал имя церкви (копия оригинальной фрески конца XVI века, которая находится в церкви Сан-Джакомо-ин-Аугуста). «Мадонне чудес» также посвящена первая капелла справа от алтаря.
По сторонам пресбитерия находятся два надгробных памятника: слева — кардиналу Джироламо Гастальди, справа — кавалеру Бенедетто Гастальди; два памятника венчают четыре статуи, изображающие христианские добродетели: слева Веру и Надежду, справа Благоразумие и Умеренность.